# Samsung Galaxy Ace
Шаблон:Infokutija mobilni telefon
Samsung Galaxy Ace je smartfon, napravljen od Samsung-a, koji radi na Android 2.3.4 i 2.3.6 operativnom sistemu, napravljen u Februaru 2011. godini. Galaxy Ace je najpoznatiji low-end mobilni telefon, zbog njegove cene i opcija, koja mu cena polako pada, od cene sa 79 evra u Srbiji, racunajuci PDV.

## Specifikacije

### Glavne specifikacije
|           | CPU    | RAM   | Android verzija      | GPU                           | Ekran    | Interna memorija |
| --------- | ------ | ----- | -------------------- | ----------------------------- | -------- | ---------------- |
| GT-S5830i | 833MHZ | 384MB | Android 2.3.6 i .4   | Broadcom BCM2763 VideoCore IV | 3.5 inca | 190 MB           |
| GT-S5830  | 800MHZ | 384MB | Android 2.2 do 2.3.6 | Adreno 300                    | 3.5 inca | 153 MB           |
| GT-S5839i | 833MHZ | 384MB | Android 2.3          | Nema                          | 3.5 inca | 150 MB           |

### Kamera
Snimanje : Kamera je kod svih modela osim GT-S5830 320x24T0 20 FPS, ali je kod GT-S5830 640x480 24 FPS, cuva u MPEG4 formatu, snima 30 slika po sekundi, 6 vise ili 10 vise nego sto moze da koristi.
Fotografisanje : 5 Mega Piksela sa 2560×1920 maks. rezolucijom.
Karakteristike : 2x digitalni zum, autofokus, LED flash svetlo.

### Sporedne specifikacije

##### Konektivnost
- 3.5 mm jack
- Bluetooth v2.1 (v3 in S5830i) sa A2DP
- DLNA
- Stereo FM radio sa RDS
- Micro-USB 2.0
- Wi-Fi 802.11 b/g/n

#### Mreze
- 3G 850/900/1800/1900 MHz;
- 3.5G HSDPA 7.2 Mbps 900/2100 MHz (Kanadski HSDPA 850/1900 MHz)
- TD-SCDMA (Kineska mobilna varijanta)

#### Baterija
- 1,350 mAh
- 5.0 Wh
- 3.7 V
- Interni punjivi Li-ion, zamenjiva

#### Ekran
| Boje       | Tip     | Velicina | Rezolucija   | Info |
| ---------- | ------- | -------- | ------------ | --- |
| 16 miliona | TFT LCD | 3.5 inch | 320x480 HVGA | Corning Gorrila Glass                                                                                                 |
|            |         | 165 PPI  | 165 PPI      | PPI je izracunan velicinom ekrana i rezolucije. (Pr. ako je ekran mali a rezolucija velika, PPI je visok, i obrnuto.) |
|            |         |          |              | Ponekad boja moze pasti na 16-bitnu sa 32-bitne, ako je osvetlјenje naglo smanjeno.                                   |

## Popravka, root i sl.

### Recovery Mode
Kontrolise se dugmetima za zvuk, odabira se pritiskom na home dugme, a moze prikazati na sledeci nacin:
1. Gasenje telefona
2. Zadrzite Home+Power dugme+Pojacanje zvuka
3. Pustite sve dugmice kada ekran trepne.
4. Za nekoliko sekundi usli bi ste u Recovery Mode.

U Recovery Mode-u za Ace imate kao i uvek, da instalirate paket sa ZIP fajla, resetujete telefon, ispraznite /data, /cache i vrlo opasna funkcija : izbrisete /system.
Moze se unaprediti na TWRP i na ClockWordMod.

### Download Mode
1. Gasenje telefona
2. Zadrzite Home+Power dugme+Oslabljenje zvuka
3. Pustite sve dugmice kada ekran trepne.
4. Posle nekoliko sekundi usli bi ste u Download Mode.

Prikacite USB kabl i mozete flash-ovati telefon preko racunara.